# Dinky Doodle

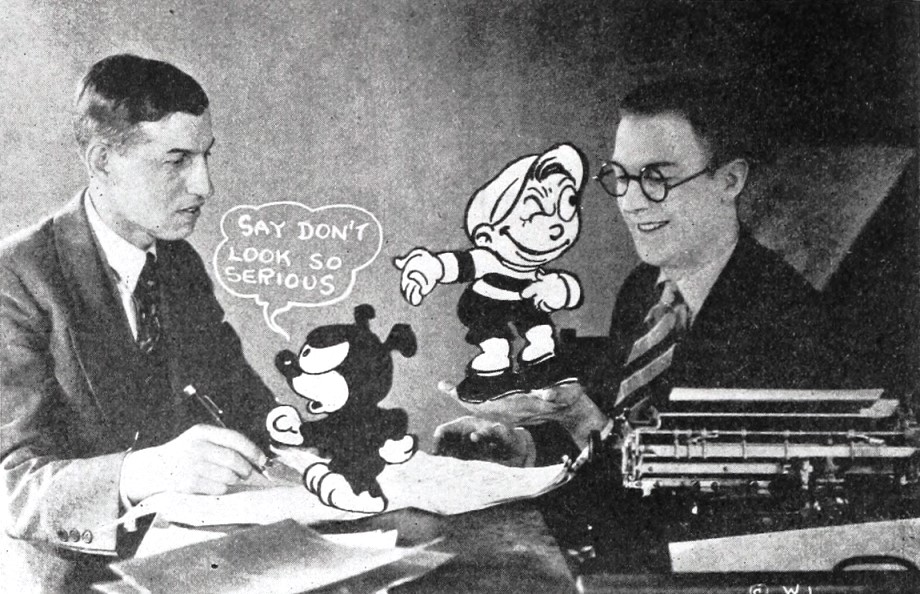
À droite : Walter Lantz et son personnage Dinky Doodle en 1925 ; à gauche : le chien Weakheart.

Dinky Doodle est un personnage et une série d'animation américaine produite par les J. R. Bray Studios. Il apparaît dans une vingtaine de courts métrages entre 1924 et 1926, ainsi que dans une série de livres pour enfants. Les personnages comiques sont dessinés et animés en interaction avec le film vidéo réel.
Dinky Doodle est un écolier pas très grand avec un uniforme d'écolier comprenant un chapeau, une chemise rayée et un short noir. Son apparence est basée sur le stéréotype pour les écoliers à cette époque, et son nom dérive de ce qu'il est, petit (de l'argot « Dinky » qui est utilisé pour décrire les gens ou les objets petits) et un dessin (« Doodle » est un terme d'argot pour les dessins).
Il est accompagné de son petit chien noir Weakheart. Walter Lantz apparaît avec eux en tant que leur dessinateur. 
Le personnage Dinky Doodle est mentionné dans le long métrage Qui veut la peau de Roger Rabbit (1988) comme un ancien client du détective Eddie Valiant.

## Filmographie
- 1924 : The Giant Killer
- 1924 : The Magic Lamp
- 1924 : The Pied Piper
- 1925 : The House That Dinky Built
- 1925 : Cinderella
- 1925 : Dinky Doodle in the Hunt
- 1925 : Dinky Doodle and the Bad Man
- 1925 : Dinky Doodle in the Circus
- 1925 : Dinky Doodle in a Restaurant
- 1925 : Just Spooks
- 1925 : Little Red Riding Hood
- 1925 : Magic Carpet
- 1925 : Peter Pan Handled
- 1925 : Robinson Crusoe
- 1925 : Three Bears
- 1926 : Dinky Doodle's Little Orphan
- 1926 : Dinky Doodle in Egypt
- 1926 : Dinky Doodle in Uncle Tom's Cabin
- 1926 : The Arctic
- 1926 : Dinky Doodle in the Army
- 1926 : Dinky Doodle in the Lost and Found
- 1926 : Wild-West
- 1926 : Dinky Doodle's Bed Time Story